# Outlaw in ’Em
Outlaw in ’Em – singiel holenderskiego piosenkarza i gitarzysty Willema „Waylona” Bijkerka, wydany cyfrowo 3 marca 2018 roku. Muzyk samodzielnie napisał utwór podczas pobytu w Nashville.
Kompozycja reprezentowała Holandię w 63. Konkursie Piosenki Eurowizji, organizowanym w maju 2018 roku w Lizbonie.

## Lista utworów
Digital download
1. „Outlaw in ’Em” – 2:56

## Notowania na listach przebojów
| Kraj     | Lista (2018)   | Najwyższa pozycja |
| -------- | -------------- | ----------------- |
| Holandia | Single Top 100 | 84                |